# Helgrit Fischer-Menzel

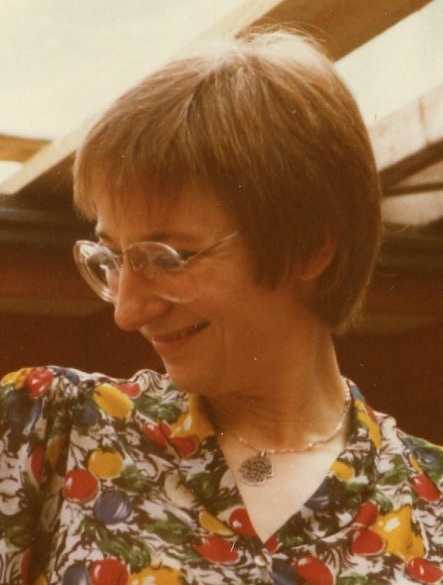
Helgrit Fischer-Menzel (1989)

Helgrit Fischer-Menzel (* 2. September 1948 in Nienburg) ist eine deutsche Politikerin (SPD), Senatorin a. D. und ehemaliges Mitglied der Hamburgischen Bürgerschaft.

## Ausbildung und Beruf
Fischer-Menzel studierte Soziologie und schloss das Studium mit dem Diplom ab. Zunächst arbeitete sie für ein freies Planungsbüro im Bereich der Stadterneuerung und Sanierung. Anfang der 1980er Jahre wechselte sie in die Hamburger Umweltbehörde, wo sie schließlich Leiterin der Grundsatz-Abteilung wurde.

## Politik
Fischer-Menzel trat Anfang der 1970er Jahre der SPD bei und gehörte von 1974 bis 1978 der Bezirksversammlung im Bezirk Hamburg-Nord an. In den 80er-Jahren war sie SPD-Kreisvorsitzende von Hamburg-Nord. 1990 wurde sie von der SPD für das Amt der Bezirksamtsleiterin nominiert, scheiterte aber an Abweichlern aus der eigenen Fraktion. Sie zog daraufhin ihre Bewerbung zurück und der SPD-Bezirksfraktionchef Walter Wellinghausen trat zurück. 1991 wurde sie zur stellvertretenden Landesvorsitzenden der SPD Hamburg gewählt.
Von 1993 bis 1998 war sie Senatorin und Präses der Behörde für Arbeit, Gesundheit und Soziales. In ihrer Senatorenzeit fällte sie einige unpopuläre Entscheidungen, wie die zur Schließung des Hafenkrankenhauses. Von 1997 bis 2001 war sie Mitglied der Hamburgischen Bürgerschaft, während ihrer Mitgliedschaft im Senat ruhte ihr Mandat (Artikel 39, vormals 38a, der Hamburger Verfassung). Fischer-Menzel richtete mit dem „Drug-Mobil Freiraum“ in Billstedt die erste Möglichkeit eines „hygienischen und menschenwürdigen Drogenkonsums“ ein. Mit dem „FixStern“ am Schulterblatt in Altona-Altstadt (heute Teil des 2008 geschaffenen Stadtteils Sternschanze) folgte bald ein zweiter so genannter Druckraum.
Im März 1998 trat sie wegen angeblicher Begünstigung zurück, nachdem ihr ein persönlicher Einsatz zugunsten der Mittelvergabe an eine von ihrem Ehemann geführte Stiftung vorgeworfen worden war. Nachfolgerin als Senatorin für Arbeit, Gesundheit und Soziales wurde am 1. April 1998 Karin Roth. Fischer-Menzel nahm danach ihr Bürgerschaftsmandat an und blieb dort bis zum Ende der Wahlperiode. Zur Aufklärung der Verflechtungen zwischen der Behörde für Arbeit, Gesundheit und Soziales und der SPD wurde anschließend der Parlamentarische Untersuchungsausschuß „Vergabe und Kontrolle von Aufträgen und Zuwendungen durch die Freie und Hansestadt Hamburg“ (in den Medien auch als „PUA Hamburger Filz“ bezeichnet) eingesetzt. Der CDU-Bürgerschaftsabgeordnete Dietrich Wersich, später selbst Sozialsenator, stellte als Quintessenz der Arbeit des Ausschusses fest, bei der SPD sei die Trennlinie zwischen Staat und Partei verloren gegangen. Dies zeige sich zum Beispiel an der Förderung des SPD-Mitglieds Uwe Riez unter anderem durch Fischer-Menzel. Vor der Bürgerschaftswahl 2001 erklärte sie ihren Rückzug aus der Politik.

## Familie
Fischer-Menzel ist verheiratet und Mutter zweier Kinder.